# Edward Simmons
Edward Emerson Simmons (Concord, 27 ottobre 1852 – Baltimora, 17 novembre 1931) è stato un pittore impressionista statunitense.
Appartenne al gruppo dei Dieci (Ten American Painters).

## Biografia
Figlio di un ministro della Chiesa Unitaria, Simmons studiò e si diplomò all'Harvard College nel 1874. Si recò quindi a Parigi per perfezionarsi nella pittura e si iscrisse all'Académie Julian, dove fu allievo di Jules Joseph Lefebvre e di Gustave Boulanger. Ottenne dall'Accademia una medaglia d'oro.
Rientrato in America si dedicò in prevalenza all'affresco e, in genere, alle pitture e alle decorazioni murali.

Nel 1894 dipinse una serie di affreschi ("Justice", "The Fates", "The Rights of Man") nel Palazzo della Corte Criminale di New York. Per  questo lavoro la Commissione della Municipal Art Society lo premiò. In seguito Simmons affrescò l'Hotel Waldorf Astoria, sempre a New York, la Biblioteca del Congresso a Washington e il Campidoglio di Saint Paul nel Minnesota.

Nel 1914 si recò in California assieme a Childe Hassam, per vedere dei quadri del deserto dell'Arizona dipinti da Xavier Martinez.
Simmons è ricordato per essere stato uno dei dieci pittori dissidenti della Società degli artisti americani, i Ten American Painters, nonché per aver fatto parte del movimento dell'American Renaissance che, dopo la Guerra civile, sosteneva l'importanza di stretti rapporti estetici fra pittura, scultura, architettura e decorazione.
Nel 1922 Simmons scrisse e pubblicò la propria autobiografia. Morì nel 1931.

## Galleria d'immagini

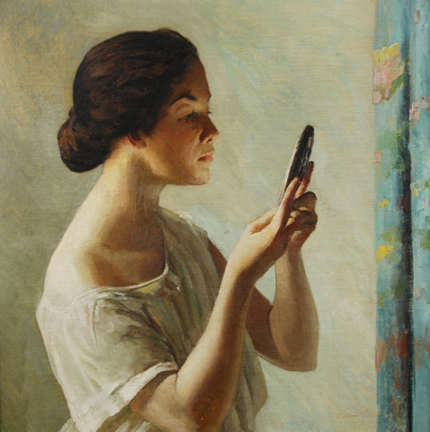
Il riflesso
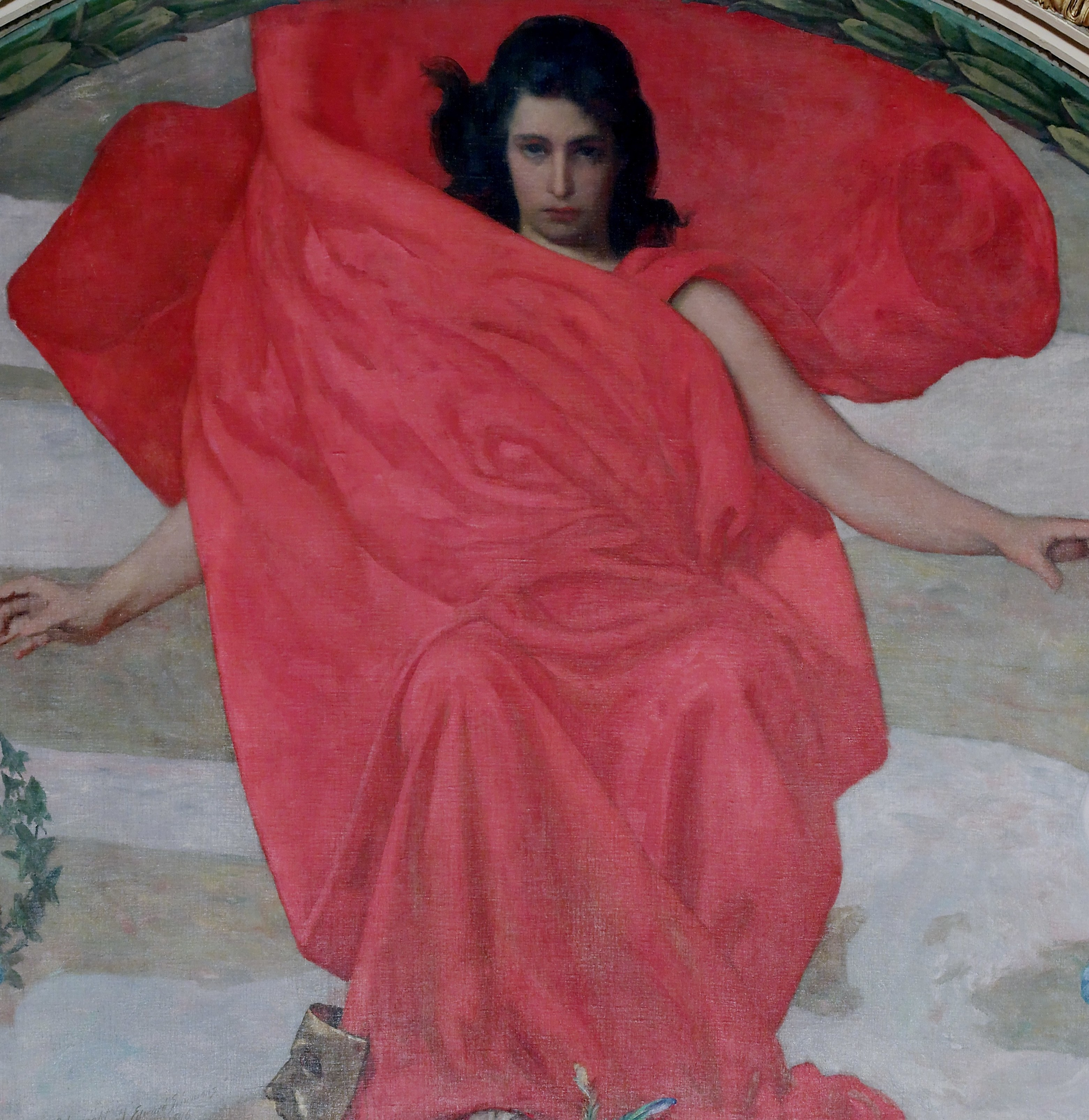
Melpomene
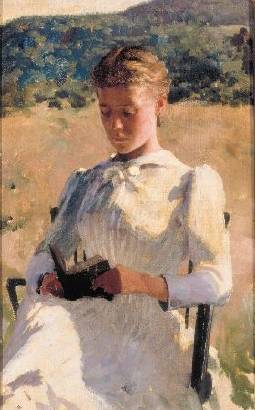
La lettura
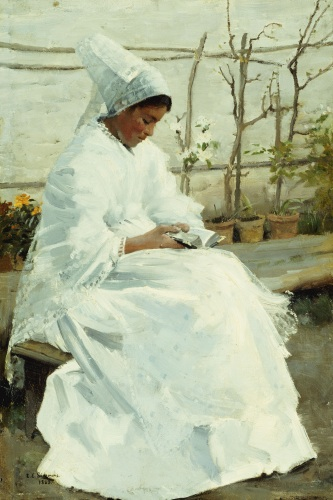
La Prima Comunione
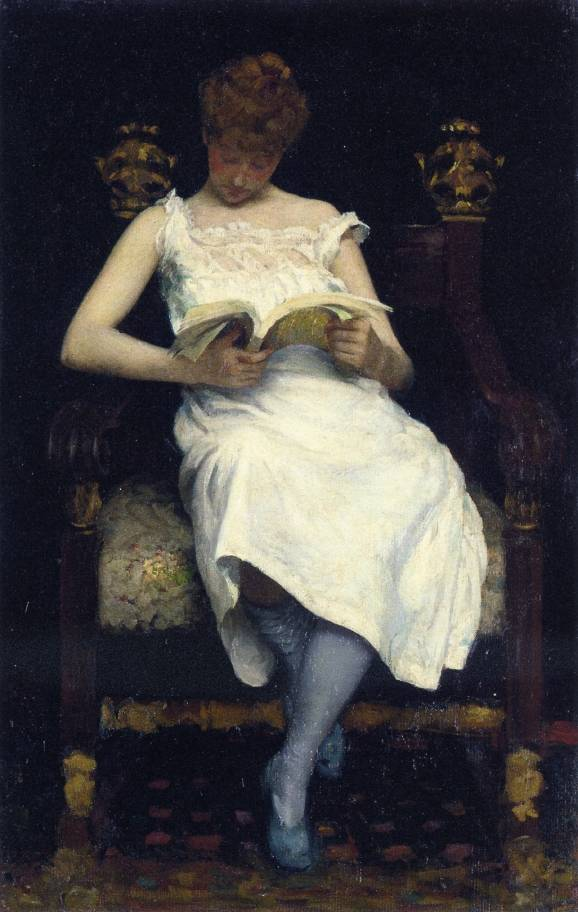
Ragazza che legge

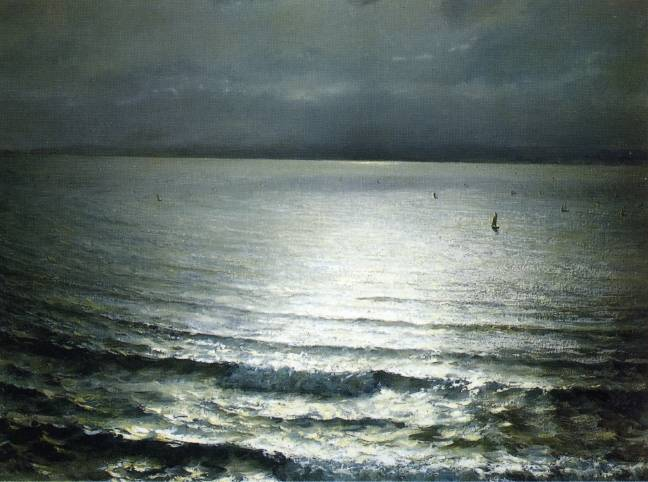
Mare di notte
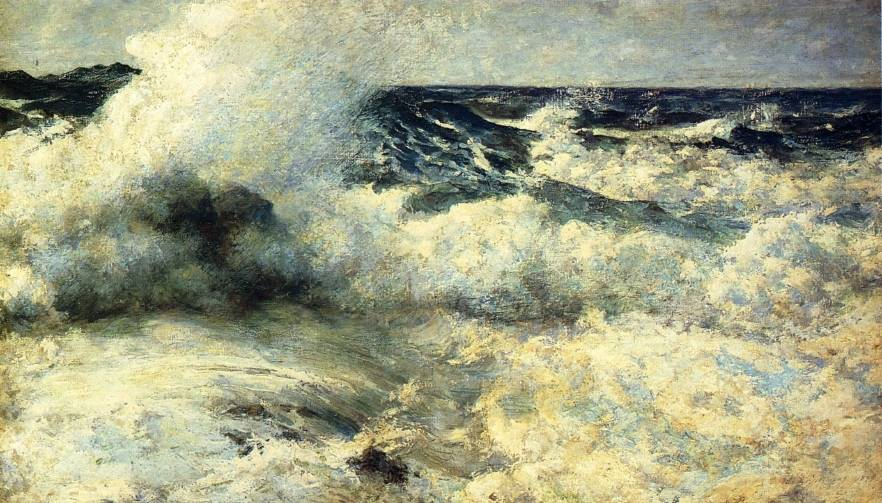
Mare grosso